# Шаманін Федір Панасович
Федір Панасович Шаманін (1 березня 1903, село Мараконська (Степанковська) Вельського повіту Вологодської губернії, тепер присілок Вельського району Архангельської області, Російська Федерація — 6 травня 1966, місто Ленінград, тепер Санкт-Петербург, Російська Федерація) — радянський військовий діяч, політпрацівник, начальник політуправління Прибалтійського особливого військового округу, генерал-майор. Депутат Верховної ради СРСР 1-го скликання (1941—1946).

## Життєпис
Народився в селянській родині, в одинадцятирічному віці залишився сиротою. Влітку працював пастухом, узимку просив милостиню. Із дванадцятирічного віку наймитував, працював на Північній залізниці та на лісорозробках. З 1917 року був підручним коваля Лодигіна у селі Подгор'є біля Пакшеньги.
У 1923 році добровільно пішов служити в Робітничо-селянську Червону армію, але через рік захворів на малярію і був демобілізований. Повернувся до Вельського повіту.
Член ВКП(б) з вересня 1925 року.
З 1925 року — знову у Червоній армії, де продовжив службу політпрацівником.
З липня по грудень 1932 року — інструктор політвідділу 10-ї стрілецької дивізії РСЧА. З грудня 1932 по червень 1933 року — старший інструктор організаційно-партійної роботи 10-ї стрілецької дивізії РСЧА.
У червні 1933 — жовтні 1934 року — старший інструктор організаційного сектору політуправління Ленінградського військового округу.
У жовтні 1934 — квітні 1935 року — помічник командира з політичної частини 167-го стрілецького полку 56-ї стрілецької дивізії. У квітні 1935 — серпні 1937 року — військовий комісар 167-го стрілецького полку 56-ї стрілецької дивізії.
У серпні 1937 — квітні 1938 року — військовий комісар 6-ї окремої будівельної бригади.
У квітні — серпні 1938 року — військовий комісар 33-го стрілецького корпусу.
У серпні 1938 — вересні 1939 року — начальник політуправління Калінінського військового округу.
У вересні — грудні 1939 року — начальник політуправління 7-ї армії, яка була сформована в Ленінградському військовому окрузі і незабаром взяла активну участь у радянсько-фінській війні.
У грудні 1939 року переведений на посаду заступника начальника армійського політуправління. З січня по липень 1940 року — заступник начальника політуправління Північно-Західного фронту.
У липні 1940 — квітні 1941 року — начальник політуправління Прибалтійського особливого військового округу.
У квітні — серпні 1941 року — член Військової ради Закавказького військового округу.
У серпні — грудні 1941 року — член Військової ради Закавказького фронту. У грудні 1941 — січні 1942 року — член Військової ради Кавказького фронту.
У січні — травні 1942 року — член Військової ради Кримського фронту.
У червні — грудні 1942 року — заступник начальника політуправління Волховського фронту.
4 січня 1943 — травень 1944 року — начальник політуправління 2-ї ударної армії.
У травні 1944 — 1945 року — член Військової ради 23-ї армії Ленінградського фронту.
У повоєнні роки продовжив службу в Радянській армії на військово-політичних та командних посадах. У 1947 році закінчив Вищі курси політичного складу, надалі був начальником політичного відділу та заступником начальника Головного штабу Сухопутних військ.
У липні 1950 року звільнений у запас за віком. Проживав у Ленінграді.
Помер 6 травня 1966 року в місті Ленінграді (тепер Санкт-Петербурзі). Похований на Большеохтинському цвинтарі на Новому комуністичному майданчику.

## Звання
- бригадний комісар (22.02.1938)
- дивізійний комісар (14.11.1939)
- бригадний комісар (4.06.1942)
- полковник (1942)
- генерал-майор (23.11.1943)

## Нагороди
- орден Леніна (30.12.1956)
- чотири ордени Червоного Прапора (15.01.1940; 21.02.1944; 22.06.1944; 3.11.1944)
- орден Вітчизняної війни ІІ ст. (6.04.1985)
- орден Червоної зірки
- медаль «За оборону Ленінграда»
- медаль «За оборону Кавказу»
- медаль «За перемогу над Німеччиною у Великій Вітчизняній війні 1941—1945 рр.»
- медалі